# Joseph Diez Gergonne
 (juin 2021).
Joseph Diez Gergonne, né le 19 juin 1771 à Nancy et mort le 4 mai 1859 à Montpellier, est un mathématicien français.
Sa polémique avec Jean-Victor Poncelet sur la paternité du principe de dualité de la géométrie projective est restée célèbre. Son nom est aussi resté dans l'histoire de sa science en tant qu'éditeur des Annales de mathématiques pures et appliquées, dites Annales de Gergonne, qui constituent la première revue de mathématiques au sens moderne du terme : journal spécialisé, durable (22 années de parution, de 1810 à 1832), international, et d'une périodicité régulière et rapprochée (dans ce cas, mensuelle).

## Carrière
Gergonne commença sa carrière dans l'armée en 1791 ; il participa à la bataille de Valmy en 1792, à la campagne d'Espagne en 1794, avant de revenir à la vie civile en 1795, en occupant la chaire de géométrie transcendante à l'école centrale de Nîmes, sur laquelle il fut recruté sur concours.
En 1816, Gergonne accéda à la chaire d'astronomie de l'université de Montpellier, où il inaugura même un cours de philosophie des sciences où il eut pour élève John Stuart Mill. Il devint recteur de l'académie de Montpellier en 1830 et cessa alors de publier ses Annales. Il prit sa retraite en 1844.
À sa mort en 1859, la Faculté des Sciences de Montpellier fit l'acquisition de sa bibliothèque. L'université de Montpellier conserve dans ses collections des cours manuscrits et des lettres de sa main, ainsi qu'un portrait par Charles Matet.
Il est inhumé au cimetière Saint-Lazare de Montpellier.

## LesAnnales de mathématiques pures et appliquées
Ayant des difficultés à faire publier ses travaux, il fonda donc ses Annales en 1810. Même s'il ne l'exprime qu'en filigrane dans le Prospectus, sorte d'éditorial figurant au début du premier numéro du journal, on voit, dans les intentions et les publics visés qu'il affiche dans ce document, qu'une frustration est à l'origine du lancement depuis la lointaine province de Nîmes du premier grand journal de l'histoire des mathématiques : l’isolement dans lequel il se sentait, comme celui de nombre d’autres mathématiciens enseignant en province ou de militaires (anciens polytechniciens ou pas) isolés dans leurs cantonnements ou écoles, y enseignant parfois les mathématiques ou des techniques y faisant appel et qui souhaitaient eux aussi enrichir leur science de leurs propres avancées (résolution de problèmes, démonstrations de théorèmes, etc.). 
Le journal fit la part belle à la géométrie, spécialité de son fondateur, qui y publia lui-même environ deux-cents articles. Il abonda aussi son journal en de nombreux articles et essais de philosophie (il créa d'ailleurs une rubrique spécifiquement intitulée Philosophie mathématique), et s'en servit de tribune pour y exposer ses positions aussi bien sur la science en général et sur les mathématiques en particulier, que sur l'enseignement et la politique de son temps. Mais de nombreux mathématiciens célèbres y publièrent également, le journal, du fait de son succès, attirant à partir de 1820 les élites françaises et les auteurs étrangers : Jean-Victor Poncelet, Jakob Steiner, Julius Plücker, Michel Chasles, Charles Julien Brianchon, Charles Dupin, Gaspard-Michel Pagani, Évariste Galois, André-Marie Ampère, William Henry Fox Talbot, etc.
Dans le tome 7 (1816-17), Gergonne publia un important essai de logique, Variétés. Essai de dialectique rationnelle, (p. 189-228).

### Biographie
- (en) John J. O'Connor et Edmund F. Robertson, « Joseph Diaz [sic] Gergonne », sur MacTutor, université de St Andrews.
- Le « Prospectus » de Gergonne dans le premier numéro de ses Annales (juillet 1810), commenté par Christian Gérini sur le site Bibnum [lire en ligne].
- Jean Dhombres et Mario Otero, « Les Annales de mathématiques pures et appliquées : le journal d’un homme seul au profit d’une communauté enseignante », in : Ausejo, Elena et Mariano Hormigon (éd.), Messengers of Mathematics : European Mathematical Journals (1800-1946), Madrid, Siglo XXI de España Editores, 1993, p. 3˗70.
- Christian Gérini, Les Annales de Gergonne : apport scientifique et épistémologique dans l'histoire des mathématiques (thèse soutenue à l'université Aix-Marseille, 2000), Éditions du Septentrion, Villeneuve-d'Ascq, 2002.
- Christian Gérini, « Le premier Journal de mathématiques », in Pour la science, n° 332, juin 2005.
- Christian Gérini et Norbert Verdier, « Les « Annales de Mathématiques » : des Annales de Gergonne au Journal de Liouville », Quadrature, no 61, juillet-septembre 2006, Paris, EDP Sciences, 2006.
- Christian Gérini, « Le recteur de la Monarchie de juillet et la culture des élites. Joseph-Diez Gergonne (1771˗1859). Le zèle d’un fonctionnaire et l’esprit critique d’un libre penseur », in Jean-François Condette et Henri Legohérel (éd.), Le Recteur d’académie. Deux cents ans d’histoire, Paris : Cujas, 2008, p. 53˗74
- Luce Giard, « La « dialectique rationnelle » de Gergonne », Revue d'histoire des sciences, vol. 25, no 2,‎ 1972, p. 97-124 (DOI 10.3406/rhs.1972.3284)
- (en) Laura Guggenbuhl, « Note on the Gergonne point of a triangle », in American Mathematical Monthly, LXIV : 3, 1957, p. 192˗193.
- Mario Otero, « Joseph-Diez Gergonne (1771-1859). Histoire et philosophie des sciences », in Centre François Viète  (éd.), Sciences et Techniques en Perspective, 302, Université de Nantes, 1997.